# Dewoitine D.513
Il Dewoitine D.513 fu un aereo da caccia monoposto, monomotore e monoplano ad ala bassa, sviluppato dall'azienda francese Constructions aéronautiques Émile Dewoitine verso la metà degli anni trenta del XX secolo e rimasto allo stadio di prototipo.

## Storia del progetto
Il 13 luglio 1934 il Ministère de l'Air emise una specifica relativa ad un programma riguardante un aereo da caccia monoposto (caratteristiche sintetizzate secondo l'uso francese dalla sigla "C1").
Modificato a più riprese, il 16 novembre 1935 questo programma fu suddiviso in due distinte categorie: un caccia leggero propulso da un motore di potenza compresa tra i 400 e i 500 CV, e uno pesante dotato di motore da 800 a 1 000 CV. Quest'ultima categoria portò allo sviluppo di quattro aerei monoposto ad ala bassa, di costruzione interamente metallica e dotati di carrello d'atterraggio retrattile: si trattava del Bloch MB 150, del Dewoitine D.513, del Loire-Nieuport LN 161 e del Loire 250. Ad essi si aggiunse in seguito un quinto concorrente, il Morane-Saulnier MS.405, dotato di una struttura tubolare parzialmente ricoperta di tela.
L'ufficio tecnico Dewoitine elaborò un progetto che, rispondendo ai requisiti richiesti dal ministero, scelse di dotare il proprio modello di un'ala a sbalzo e di utilizzare come propulsore un Hispano-Suiza 12Y, un 12 cilindri a V raffreddato a liquido, nella sua versione crs1, erogante la potenza di 860 hp (641 kW).

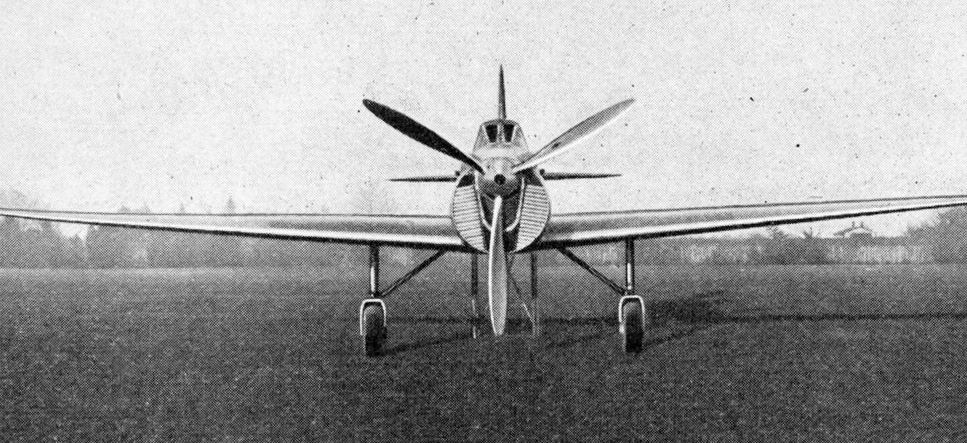
Vista frontale del modello; si noti la particolare posizione del radiatore sdoppiato ai lati dell'asse dell'elica.

Il prototipo, terminato entro la fine del 1935, si staccò da terra per la prima volta il 6 gennaio 1936, tuttavia le successive prove di volo rivelarono che, oltre ad una sua fisiologica instabilità, non era in grado di raggiungere le velocità previste. Al fine di risolvere tali problemi il gruppo di progettazione decise di intervenire radicalmente sul progetto originale, tanto da assegnargli una diversa sigla, D.514, ricostruendone la fusoliera e modificando il disegno dell'impennaggio di coda. Anche questi interventi non ebbero tuttavia esiti risolutivi e, oltre a non rilevare miglioramenti in stabilità e velocità massima, si aggiunsero ulteriori problemi nel raffreddamento del motore e al carrello d'atterraggio, tali da convincere l'azienda ad abbandonare ogni altro sviluppo.
Il secondo prototipo fu in seguito modificato, adottando carrello d'atterraggio e radiatore dal D.503 e, ridesignato D.514LP, utilizzato durante prove di lancio con paracadute ad alta velocità.

## Varianti
D.513
prototipo, equipaggiato con un motore Hispano-Suiza 12Ycrs1 12 cilindri a V dalla potenza di 860 hp (641 kW).
D.514
originariamente concepito come il secondo D.513, venne modificato per le prove incluso il montaggio di un motore Hispano-Suiza 12Ydrs2.

### Fonti
1. 1 2 3 4 5 6  Orbis 1985, p. 1440.
2. ↑  Green, Swamborough 1997, p. 354.
3. ↑  Virtual Aircraft Museum.
4. ↑  Bonte 1974, p. 165.